# 7EDEM s r. o.
7EDEM s r. o. byl humoristický televizní pořad, který se vysílal na TV Markíza, a kde 6 účinkujících spolu s moderátorem glosovali aktuální společenské a politické dění na Slovensku i v zahraničí. Po ukončení vysílání v roce 2008 převzala v roce 2009 s menšími změnami tento pořad TV JOJ.

## Glosátoři
| - Oľga Feldeková - Milan Lasica - Milan Markovič - Marián Leško - Marián Geišberg - Marián Labuda - Stano Dančiak - Stano Radič - Július Satinský - Rasťo Piško - Kamila Magálová - Adela Banášová | - Eva Urbaníková - Daniel Dangl - Boris Filan - Boris Farkaš - Peter Nagy - Štefan Skrúcaný - Pavol Minárik - Pavol Hammel - Ľubomír Feldek - Ján Snopko - Pavel Zedníček |

## Ukončení pořadu
V roce 2008 byla zkrácena délka pořadu z 55 minut na 31 minut a vysílací čas se posunul z 22. hodiny na 23. hodinu. Sledovanost tohoto pořadu klesla, což byl oficiální důvod ukončení pořadu, který uváděla TV Markíza. Podle glosátorů Oľgy Feldekové a Milana Lasici byl pořad ukončen na naléhání některých politiků, kteří byli v relaci často zmiňováni. TV Markíza však toto tvrzení vyloučila. Milan Lasica dokonce tuto situaci přirovnal k situaci z 90. let, kdy byl za vlády Vladimíra Mečiara zrušen na Slovenské televizi satirický pořad Večer Milana Markoviče.